# Pachygnatha terilis
Pachygnatha terilis är en spindelart som beskrevs av Thaler 1991. Pachygnatha terilis ingår i släktet Pachygnatha och familjen käkspindlar. Inga underarter finns listade i Catalogue of Life.